# Bulbophyllum rubrolabellum
Bulbophyllum rubrolabellum е вид растение от семейство Орхидеи (Orchidaceae). Видът е застрашен от изчезване.

## Разпространение
Разпространен е в Тайван.